# 佛羅里達鱂脂鯉
佛羅里達鱂脂鯉，為輻鰭魚綱脂鯉目脂鯉亞目鱂脂鯉科的其一種，分布於南美洲哥倫比亞東北部安地斯山脈至Magdalena河間的淡水流域，體長可達13公分，棲息底中層水域，生活習性不明。